# Keith Urban
Keith Lionel Urban (sinh ngày 26 tháng 10 năm 1967) là nam ca sĩ, nhạc sĩ, nghệ sĩ guitar người Mỹ gốc Úc nổi tiếng với phong cách nhạc đồng quê. Trong sự nghiệp của mình, ông đã nhận được 4 giải Grammy, 15 giải thưởng Hàn lâm nhạc đồng quê, 13 giải CMA (Hiệp hội Nhạc Đồng quê) và 6 giải ARIA Music (Hiệp hội Âm nhạc Úc). Urban từng viết và biểu diễn bài hát "For You" cho phim Act of Valor, ca khúc mang về cho ông các đề cử giải Quả cầu vàng và giải Lựa chọn của giới phê bình điện ảnh ở hạng mục "Bài hát nhạc phim hay nhất".
Urban đã phát hành 11 album phòng thu, ngoài ra có thêm 1 album hợp tác với ban nhạc The Ranch. Tại Mỹ, ông có 37 đĩa đơn lọt vào Hot Country Songs, trong đó có 18 ca khúc đạt hạng 1 của bảng xếp hạng này. Ông cũng từng hợp tác với nhiều nghệ sĩ ở các thể loại nhạc khác nhau như: Pink, Nelly Furtado, Jason Derulo, Julia Michaels, Dolly Parton, Dixie Chicks, Carrie Underwood, Martina McBride, Eric Church và Reba McEntire.

## Thời thơ ấu
Urban sinh năm 1967 tại Whangarei, New Zealand. Năm ông hai tuổi, cả gia đình chuyển tới sống tại Caboolture, Queensland, Úc. Năm bốn tuổi, Urban bắt đầu chơi đàn ukulele, năm sáu tuổi ông tập chơi guitar. Thể loại nhạc đồng quê mà nam ca sĩ theo đuổi bắt nguồn từ sở thích nghe dòng nhạc này của cha mẹ ông.

## Đời tư
Urban gặp gỡ diễn viên Nicole Kidman tại G'Day LA, một sự kiện của Hollywood tại Úc, vào tháng 1 năm 2005 và cả hai bắt đầu hẹn hò sáu tháng sau đó. Cặp đôi kết hôn ngày 25 tháng 6 năm 2006 tại thành phố Sydney. Năm 2008, Urban và Kidman có một con gái đầu lòng sinh tại Nashville, Tennessee, Mỹ. Năm 2010, cặp đôi có con thứ hai, cũng là con gái.

## Danh sách đĩa nhạc

### Album phòng thu
- Keith Urban (1991)
- The Ranch (1997)
- Keith Urban (1999)
- Golden Road (2002)
- Be Here (2004)
- Love, Pain & the Whole Crazy Thing (2006)
- Defying Gravity (2009)
- Get Closer (2010)
- Fuse (2013)
- Ripcord (2016)
- Graffiti U (2018)
- The Speed of Now Part 1 (2020)